# Philip Spratley
Philip Spratley, né en 1942 à Balderton, dans le Nottinghamshire, est un compositeur et organiste britannique. Il étudie le folklore du Sussex : avec David Occomore il a publié une anthologie des chansons folkloriques intitulée Bushes and Briars: An Anthology of Essex Folk Songs (1979).
Philip Spratley a composé deux opéras, Rutterkin (1971, rév. 1994–95) et The Three Strangers (1977, rév. 2002/7), tous deux fondés sur le folklore du Sussex.

## Discographie
Deux CD ont été publiés par Toccata Classics :
- Music for String Orchestra (2009)
- Orchestral Music, Volume 2 (2013).